# Paradisu Zinema
Paradisu Zinema es el título del tercer álbum de la banda vasca Joxe Ripiau.
Paradisu Zinema es un álbum conceptual que gira en torno al cine. El mismo título del disco hace referencia a la película de Giuseppe Tornatore Cinema Paradiso. Iñigo Muguruza siempre se ha confesado como cinéfilo. En sus anteriores álbumes con Joxe Ripiau se pueden encontrar algunas referencias al cine. Así, en Positive Bomb apareció «Clouseau Inspektorea», basada en la música que Henry Mancini escribió para la película de La pantera rosa. En Karpe Diem la canción «Paradisu zinema» es una composición de Iñigo sobre el cine, y a lo largo del álbum se pueden escuchar samples de, por ejemplo El callejón de los milagros (de Jorge Fons del Toro).
En Paradisu Zinema cada canción está inspirada en una película. Aunque la letra no está directamente relacionada con la película en cuestión. Por ejemplo, «Kabilia hautsia da coraçao» (relacionada con Matar un ruiseñor, de Robert Mulligan) es una canción sobre la muerte del cantante y poeta de la Cabilia Lounes Matoub. O «Errege-Moffin'» (relacionada con Zelig, de Woody Allen) es una crítica al Rey de España Juan Carlos I de Borbón.
Como en el anterior álbum de la banda, Paradisu Zinema está plagado de samples, la mayoría de diálogos de películas (en su idioma original o dobladas al castellano o al euskera).

## Lista de canciones
1. «Kaiser Sose»
(Letra y música: Iñigo Muguruza.)
2. «Errege-Moffin'»[1]
(Letra y música: Iñigo Muguruza.)
3. «Esaidazue» («Dime tú»)
(Letra: Slimane Azem. Música: 100% Collègues.)
4. «Kabilia hautsia da coraçao» («»)
(Letra: Iñigo Muguruza. Música: Sergio Ordóñez.)
5. «Habana, abenduak 31» («Havana, 31 de diciembre»)
(Letra y música: Iñigo Muguruza.)
6. «Missing» («Desaparecido»)
(Letra y música: Iñigo Muguruza.)
7. «Egun motela» («Dia lento»)
(Letra y música: Juan Carlos Pérez.)
8. «Piratarena» («el del pirata»)
(Letra y música: Iñigo Muguruza.)
9. «Nere leihotikan» («desde mi ventana»)
(Letra y música: Iñigo Muguruza.)
10. «Chinatown»
(Letra y música: Iñigo Muguruza.)
11. «Afrikan blues» («Blues Africano»)
(Letra y música: Iñigo Muguruza.)
12. «Kunbia sol minor-en» («Cumbia en sol menor»)
(Letra y música: Iñigo Muguruza.)
13. «Dantzan egin lasai, Norman» («baila tranquilo, norman»)
(Letra y música: Jabier Muguruza.)
14. «Loa, loa garaia» («»)
(Letra: Iñigo Muguruza. Música: Sergio Ordóñez.)

Todas las canciones son de Joxe Ripiau, excepto «Esaidazue» (versión de «Dites-moi» de 100% Collègues, basada a su vez en una canción de Slimane Azem) y «Egun motela» (versión de «Egun Motela» de Itoiz).

## Cartelera
La contraportada de Paradisu Zinema estaba formada por una «cartelera» en la que aparecían relacionada cada canción del álbum con una película. Esta es la lista tal y como aparecía en la contraportada:
| 1. | 1. | 1. | 1. | 1. | 1. | 1. | «Kaiser Sose» | «Kaiser Sose» | «Kaiser Sose» | «Kaiser Sose» | «Kaiser Sose» | «Kaiser Sose» | «Kaiser Sose» | «Kaiser Sose» | «Kaiser Sose» | «Kaiser Sose» | «Kaiser Sose» | «Kaiser Sose» | «Kaiser Sose» | «Kaiser Sose» | «Kaiser Sose» | «Kaiser Sose» | «Kaiser Sose» | «Kaiser Sose» | «Kaiser Sose» | «Kaiser Sose» | «Kaiser Sose» | «Kaiser Sose» | «Kaiser Sose» | «Kaiser Sose» | «Kaiser Sose» | «Kaiser Sose» | «Kaiser Sose» | «Kaiser Sose» | «Kaiser Sose» | «Kaiser Sose» | «Kaiser Sose» | «Kaiser Sose» | «Kaiser Sose» | «Kaiser Sose» | «Kaiser Sose» | «Kaiser Sose» | «Kaiser Sose» | «Kaiser Sose» | «Kaiser Sose» | «Kaiser Sose» | «Kaiser Sose» | «Kaiser Sose» | «Kaiser Sose» | «Kaiser Sose» | «Kaiser Sose» | «Kaiser Sose» | «Kaiser Sose» | «Kaiser Sose» | «Kaiser Sose» | «Kaiser Sose» | «Kaiser Sose» | «Kaiser Sose» | «Kaiser Sose» | «Kaiser Sose» | «Kaiser Sose» | «Kaiser Sose» | «Kaiser Sose» | «Kaiser Sose» | «Kaiser Sose» | «Kaiser Sose» | «Kaiser Sose» | «Kaiser Sose» | «Kaiser Sose» | «Kaiser Sose» | Sospechosos habituales | Sospechosos habituales | Sospechosos habituales | Sospechosos habituales | Sospechosos habituales | Sospechosos habituales | Sospechosos habituales | Sospechosos habituales | Sospechosos habituales | Sospechosos habituales | Sospechosos habituales | Sospechosos habituales | Sospechosos habituales | Sospechosos habituales | Sospechosos habituales | Sospechosos habituales | Sospechosos habituales | Sospechosos habituales | Sospechosos habituales | Sospechosos habituales | Sospechosos habituales | Sospechosos habituales | Sospechosos habituales | Sospechosos habituales | Sospechosos habituales | Sospechosos habituales | Sospechosos habituales | Sospechosos habituales | Sospechosos habituales | Sospechosos habituales | Sospechosos habituales | Sospechosos habituales | Sospechosos habituales | Sospechosos habituales | Sospechosos habituales | Sospechosos habituales | Sospechosos habituales | Sospechosos habituales | Sospechosos habituales | Sospechosos habituales | Sospechosos habituales | Sospechosos habituales | Sospechosos habituales | Sospechosos habituales | Sospechosos habituales | Sospechosos habituales | Sospechosos habituales | Sospechosos habituales | Sospechosos habituales | Sospechosos habituales | Sospechosos habituales | Sospechosos habituales | Sospechosos habituales | Sospechosos habituales | Sospechosos habituales | Sospechosos habituales | Sospechosos habituales | Sospechosos habituales | Sospechosos habituales | Sospechosos habituales | Sospechosos habituales | Sospechosos habituales | Sospechosos habituales | Sospechosos habituales | Sospechosos habituales | Sospechosos habituales | Sospechosos habituales | Sospechosos habituales | Sospechosos habituales | Sospechosos habituales | Sospechosos habituales | Sospechosos habituales | Sospechosos habituales | Sospechosos habituales | Sospechosos habituales | Sospechosos habituales | Sospechosos habituales | Sospechosos habituales | Sospechosos habituales | Bryan Singer | Bryan Singer | Bryan Singer | Bryan Singer | Bryan Singer | Bryan Singer | Bryan Singer | Bryan Singer | Bryan Singer | Bryan Singer | Bryan Singer | Bryan Singer | Bryan Singer | Bryan Singer | Bryan Singer | Bryan Singer | Bryan Singer | Bryan Singer | Bryan Singer | Bryan Singer | Bryan Singer | Bryan Singer | Bryan Singer | Bryan Singer | Bryan Singer | Bryan Singer | Bryan Singer | Bryan Singer | Bryan Singer | Bryan Singer | Bryan Singer | Bryan Singer | Bryan Singer | Bryan Singer | Bryan Singer | Bryan Singer |

| 2. | 2. | 2. | 2. | 2. | 2. | 2. | «Errege-moffin'» | «Errege-moffin'» | «Errege-moffin'» | «Errege-moffin'» | «Errege-moffin'» | «Errege-moffin'» | «Errege-moffin'» | «Errege-moffin'» | «Errege-moffin'» | «Errege-moffin'» | «Errege-moffin'» | «Errege-moffin'» | «Errege-moffin'» | «Errege-moffin'» | «Errege-moffin'» | «Errege-moffin'» | «Errege-moffin'» | «Errege-moffin'» | «Errege-moffin'» | «Errege-moffin'» | «Errege-moffin'» | «Errege-moffin'» | «Errege-moffin'» | «Errege-moffin'» | «Errege-moffin'» | «Errege-moffin'» | «Errege-moffin'» | «Errege-moffin'» | «Errege-moffin'» | «Errege-moffin'» | «Errege-moffin'» | «Errege-moffin'» | «Errege-moffin'» | «Errege-moffin'» | «Errege-moffin'» | «Errege-moffin'» | «Errege-moffin'» | «Errege-moffin'» | «Errege-moffin'» | «Errege-moffin'» | «Errege-moffin'» | «Errege-moffin'» | «Errege-moffin'» | «Errege-moffin'» | «Errege-moffin'» | «Errege-moffin'» | «Errege-moffin'» | «Errege-moffin'» | «Errege-moffin'» | «Errege-moffin'» | «Errege-moffin'» | «Errege-moffin'» | «Errege-moffin'» | «Errege-moffin'» | «Errege-moffin'» | «Errege-moffin'» | «Errege-moffin'» | «Errege-moffin'» | «Errege-moffin'» | «Errege-moffin'» | «Errege-moffin'» | «Errege-moffin'» | «Errege-moffin'» | «Errege-moffin'» | Zelig | Zelig | Zelig | Zelig | Zelig | Zelig | Zelig | Zelig | Zelig | Zelig | Zelig | Zelig | Zelig | Zelig | Zelig | Zelig | Zelig | Zelig | Zelig | Zelig | Zelig | Zelig | Zelig | Zelig | Zelig | Zelig | Zelig | Zelig | Zelig | Zelig | Zelig | Zelig | Zelig | Zelig | Zelig | Zelig | Zelig | Zelig | Zelig | Zelig | Zelig | Zelig | Zelig | Zelig | Zelig | Zelig | Zelig | Zelig | Zelig | Zelig | Zelig | Zelig | Zelig | Zelig | Zelig | Zelig | Zelig | Zelig | Zelig | Zelig | Zelig | Zelig | Zelig | Zelig | Zelig | Zelig | Zelig | Zelig | Zelig | Zelig | Zelig | Zelig | Zelig | Zelig | Zelig | Zelig | Zelig | Zelig | Zelig | Woody Allen | Woody Allen | Woody Allen | Woody Allen | Woody Allen | Woody Allen | Woody Allen | Woody Allen | Woody Allen | Woody Allen | Woody Allen | Woody Allen | Woody Allen | Woody Allen | Woody Allen | Woody Allen | Woody Allen | Woody Allen | Woody Allen | Woody Allen | Woody Allen | Woody Allen | Woody Allen | Woody Allen | Woody Allen | Woody Allen | Woody Allen | Woody Allen | Woody Allen | Woody Allen | Woody Allen | Woody Allen | Woody Allen | Woody Allen | Woody Allen | Woody Allen |

| 3. | 3. | 3. | 3. | 3. | 3. | 3. | «Esaidazue» | «Esaidazue» | «Esaidazue» | «Esaidazue» | «Esaidazue» | «Esaidazue» | «Esaidazue» | «Esaidazue» | «Esaidazue» | «Esaidazue» | «Esaidazue» | «Esaidazue» | «Esaidazue» | «Esaidazue» | «Esaidazue» | «Esaidazue» | «Esaidazue» | «Esaidazue» | «Esaidazue» | «Esaidazue» | «Esaidazue» | «Esaidazue» | «Esaidazue» | «Esaidazue» | «Esaidazue» | «Esaidazue» | «Esaidazue» | «Esaidazue» | «Esaidazue» | «Esaidazue» | «Esaidazue» | «Esaidazue» | «Esaidazue» | «Esaidazue» | «Esaidazue» | «Esaidazue» | «Esaidazue» | «Esaidazue» | «Esaidazue» | «Esaidazue» | «Esaidazue» | «Esaidazue» | «Esaidazue» | «Esaidazue» | «Esaidazue» | «Esaidazue» | «Esaidazue» | «Esaidazue» | «Esaidazue» | «Esaidazue» | «Esaidazue» | «Esaidazue» | «Esaidazue» | «Esaidazue» | «Esaidazue» | «Esaidazue» | «Esaidazue» | «Esaidazue» | «Esaidazue» | «Esaidazue» | «Esaidazue» | «Esaidazue» | «Esaidazue» | «Esaidazue» | Casablanca | Casablanca | Casablanca | Casablanca | Casablanca | Casablanca | Casablanca | Casablanca | Casablanca | Casablanca | Casablanca | Casablanca | Casablanca | Casablanca | Casablanca | Casablanca | Casablanca | Casablanca | Casablanca | Casablanca | Casablanca | Casablanca | Casablanca | Casablanca | Casablanca | Casablanca | Casablanca | Casablanca | Casablanca | Casablanca | Casablanca | Casablanca | Casablanca | Casablanca | Casablanca | Casablanca | Casablanca | Casablanca | Casablanca | Casablanca | Casablanca | Casablanca | Casablanca | Casablanca | Casablanca | Casablanca | Casablanca | Casablanca | Casablanca | Casablanca | Casablanca | Casablanca | Casablanca | Casablanca | Casablanca | Casablanca | Casablanca | Casablanca | Casablanca | Casablanca | Casablanca | Casablanca | Casablanca | Casablanca | Casablanca | Casablanca | Casablanca | Casablanca | Casablanca | Casablanca | Casablanca | Casablanca | Casablanca | Casablanca | Casablanca | Casablanca | Casablanca | Casablanca | Casablanca | Michael Curtiz | Michael Curtiz | Michael Curtiz | Michael Curtiz | Michael Curtiz | Michael Curtiz | Michael Curtiz | Michael Curtiz | Michael Curtiz | Michael Curtiz | Michael Curtiz | Michael Curtiz | Michael Curtiz | Michael Curtiz | Michael Curtiz | Michael Curtiz | Michael Curtiz | Michael Curtiz | Michael Curtiz | Michael Curtiz | Michael Curtiz | Michael Curtiz | Michael Curtiz | Michael Curtiz | Michael Curtiz | Michael Curtiz | Michael Curtiz | Michael Curtiz | Michael Curtiz | Michael Curtiz | Michael Curtiz | Michael Curtiz | Michael Curtiz | Michael Curtiz | Michael Curtiz | Michael Curtiz |

| 4. | 4. | 4. | 4. | 4. | 4. | 4. | «Kabilia hautsia da coraçao» | «Kabilia hautsia da coraçao» | «Kabilia hautsia da coraçao» | «Kabilia hautsia da coraçao» | «Kabilia hautsia da coraçao» | «Kabilia hautsia da coraçao» | «Kabilia hautsia da coraçao» | «Kabilia hautsia da coraçao» | «Kabilia hautsia da coraçao» | «Kabilia hautsia da coraçao» | «Kabilia hautsia da coraçao» | «Kabilia hautsia da coraçao» | «Kabilia hautsia da coraçao» | «Kabilia hautsia da coraçao» | «Kabilia hautsia da coraçao» | «Kabilia hautsia da coraçao» | «Kabilia hautsia da coraçao» | «Kabilia hautsia da coraçao» | «Kabilia hautsia da coraçao» | «Kabilia hautsia da coraçao» | «Kabilia hautsia da coraçao» | «Kabilia hautsia da coraçao» | «Kabilia hautsia da coraçao» | «Kabilia hautsia da coraçao» | «Kabilia hautsia da coraçao» | «Kabilia hautsia da coraçao» | «Kabilia hautsia da coraçao» | «Kabilia hautsia da coraçao» | «Kabilia hautsia da coraçao» | «Kabilia hautsia da coraçao» | «Kabilia hautsia da coraçao» | «Kabilia hautsia da coraçao» | «Kabilia hautsia da coraçao» | «Kabilia hautsia da coraçao» | «Kabilia hautsia da coraçao» | «Kabilia hautsia da coraçao» | «Kabilia hautsia da coraçao» | «Kabilia hautsia da coraçao» | «Kabilia hautsia da coraçao» | «Kabilia hautsia da coraçao» | «Kabilia hautsia da coraçao» | «Kabilia hautsia da coraçao» | «Kabilia hautsia da coraçao» | «Kabilia hautsia da coraçao» | «Kabilia hautsia da coraçao» | «Kabilia hautsia da coraçao» | «Kabilia hautsia da coraçao» | «Kabilia hautsia da coraçao» | «Kabilia hautsia da coraçao» | «Kabilia hautsia da coraçao» | «Kabilia hautsia da coraçao» | «Kabilia hautsia da coraçao» | «Kabilia hautsia da coraçao» | «Kabilia hautsia da coraçao» | «Kabilia hautsia da coraçao» | «Kabilia hautsia da coraçao» | «Kabilia hautsia da coraçao» | «Kabilia hautsia da coraçao» | «Kabilia hautsia da coraçao» | «Kabilia hautsia da coraçao» | «Kabilia hautsia da coraçao» | «Kabilia hautsia da coraçao» | «Kabilia hautsia da coraçao» | «Kabilia hautsia da coraçao» | Matar un ruiseñor | Matar un ruiseñor | Matar un ruiseñor | Matar un ruiseñor | Matar un ruiseñor | Matar un ruiseñor | Matar un ruiseñor | Matar un ruiseñor | Matar un ruiseñor | Matar un ruiseñor | Matar un ruiseñor | Matar un ruiseñor | Matar un ruiseñor | Matar un ruiseñor | Matar un ruiseñor | Matar un ruiseñor | Matar un ruiseñor | Matar un ruiseñor | Matar un ruiseñor | Matar un ruiseñor | Matar un ruiseñor | Matar un ruiseñor | Matar un ruiseñor | Matar un ruiseñor | Matar un ruiseñor | Matar un ruiseñor | Matar un ruiseñor | Matar un ruiseñor | Matar un ruiseñor | Matar un ruiseñor | Matar un ruiseñor | Matar un ruiseñor | Matar un ruiseñor | Matar un ruiseñor | Matar un ruiseñor | Matar un ruiseñor | Matar un ruiseñor | Matar un ruiseñor | Matar un ruiseñor | Matar un ruiseñor | Matar un ruiseñor | Matar un ruiseñor | Matar un ruiseñor | Matar un ruiseñor | Matar un ruiseñor | Matar un ruiseñor | Matar un ruiseñor | Matar un ruiseñor | Matar un ruiseñor | Matar un ruiseñor | Matar un ruiseñor | Matar un ruiseñor | Matar un ruiseñor | Matar un ruiseñor | Matar un ruiseñor | Matar un ruiseñor | Matar un ruiseñor | Matar un ruiseñor | Matar un ruiseñor | Matar un ruiseñor | Matar un ruiseñor | Matar un ruiseñor | Matar un ruiseñor | Matar un ruiseñor | Matar un ruiseñor | Matar un ruiseñor | Matar un ruiseñor | Matar un ruiseñor | Matar un ruiseñor | Matar un ruiseñor | Matar un ruiseñor | Matar un ruiseñor | Matar un ruiseñor | Matar un ruiseñor | Matar un ruiseñor | Matar un ruiseñor | Matar un ruiseñor | Matar un ruiseñor | Matar un ruiseñor | Robert Mulligan | Robert Mulligan | Robert Mulligan | Robert Mulligan | Robert Mulligan | Robert Mulligan | Robert Mulligan | Robert Mulligan | Robert Mulligan | Robert Mulligan | Robert Mulligan | Robert Mulligan | Robert Mulligan | Robert Mulligan | Robert Mulligan | Robert Mulligan | Robert Mulligan | Robert Mulligan | Robert Mulligan | Robert Mulligan | Robert Mulligan | Robert Mulligan | Robert Mulligan | Robert Mulligan | Robert Mulligan | Robert Mulligan | Robert Mulligan | Robert Mulligan | Robert Mulligan | Robert Mulligan | Robert Mulligan | Robert Mulligan | Robert Mulligan | Robert Mulligan | Robert Mulligan | Robert Mulligan |

| 5. | 5. | 5. | 5. | 5. | 5. | 5. | «Habana, abenduak 31» | «Habana, abenduak 31» | «Habana, abenduak 31» | «Habana, abenduak 31» | «Habana, abenduak 31» | «Habana, abenduak 31» | «Habana, abenduak 31» | «Habana, abenduak 31» | «Habana, abenduak 31» | «Habana, abenduak 31» | «Habana, abenduak 31» | «Habana, abenduak 31» | «Habana, abenduak 31» | «Habana, abenduak 31» | «Habana, abenduak 31» | «Habana, abenduak 31» | «Habana, abenduak 31» | «Habana, abenduak 31» | «Habana, abenduak 31» | «Habana, abenduak 31» | «Habana, abenduak 31» | «Habana, abenduak 31» | «Habana, abenduak 31» | «Habana, abenduak 31» | «Habana, abenduak 31» | «Habana, abenduak 31» | «Habana, abenduak 31» | «Habana, abenduak 31» | «Habana, abenduak 31» | «Habana, abenduak 31» | «Habana, abenduak 31» | «Habana, abenduak 31» | «Habana, abenduak 31» | «Habana, abenduak 31» | «Habana, abenduak 31» | «Habana, abenduak 31» | «Habana, abenduak 31» | «Habana, abenduak 31» | «Habana, abenduak 31» | «Habana, abenduak 31» | «Habana, abenduak 31» | «Habana, abenduak 31» | «Habana, abenduak 31» | «Habana, abenduak 31» | «Habana, abenduak 31» | «Habana, abenduak 31» | «Habana, abenduak 31» | «Habana, abenduak 31» | «Habana, abenduak 31» | «Habana, abenduak 31» | «Habana, abenduak 31» | «Habana, abenduak 31» | «Habana, abenduak 31» | «Habana, abenduak 31» | «Habana, abenduak 31» | «Habana, abenduak 31» | «Habana, abenduak 31» | «Habana, abenduak 31» | «Habana, abenduak 31» | «Habana, abenduak 31» | «Habana, abenduak 31» | «Habana, abenduak 31» | «Habana, abenduak 31» | «Habana, abenduak 31» | El guateque | El guateque | El guateque | El guateque | El guateque | El guateque | El guateque | El guateque | El guateque | El guateque | El guateque | El guateque | El guateque | El guateque | El guateque | El guateque | El guateque | El guateque | El guateque | El guateque | El guateque | El guateque | El guateque | El guateque | El guateque | El guateque | El guateque | El guateque | El guateque | El guateque | El guateque | El guateque | El guateque | El guateque | El guateque | El guateque | El guateque | El guateque | El guateque | El guateque | El guateque | El guateque | El guateque | El guateque | El guateque | El guateque | El guateque | El guateque | El guateque | El guateque | El guateque | El guateque | El guateque | El guateque | El guateque | El guateque | El guateque | El guateque | El guateque | El guateque | El guateque | El guateque | El guateque | El guateque | El guateque | El guateque | El guateque | El guateque | El guateque | El guateque | El guateque | El guateque | El guateque | El guateque | El guateque | El guateque | El guateque | El guateque | El guateque | Blake Edwards | Blake Edwards | Blake Edwards | Blake Edwards | Blake Edwards | Blake Edwards | Blake Edwards | Blake Edwards | Blake Edwards | Blake Edwards | Blake Edwards | Blake Edwards | Blake Edwards | Blake Edwards | Blake Edwards | Blake Edwards | Blake Edwards | Blake Edwards | Blake Edwards | Blake Edwards | Blake Edwards | Blake Edwards | Blake Edwards | Blake Edwards | Blake Edwards | Blake Edwards | Blake Edwards | Blake Edwards | Blake Edwards | Blake Edwards | Blake Edwards | Blake Edwards | Blake Edwards | Blake Edwards | Blake Edwards | Blake Edwards |

| 6. | 6. | 6. | 6. | 6. | 6. | 6. | «Missing» | «Missing» | «Missing» | «Missing» | «Missing» | «Missing» | «Missing» | «Missing» | «Missing» | «Missing» | «Missing» | «Missing» | «Missing» | «Missing» | «Missing» | «Missing» | «Missing» | «Missing» | «Missing» | «Missing» | «Missing» | «Missing» | «Missing» | «Missing» | «Missing» | «Missing» | «Missing» | «Missing» | «Missing» | «Missing» | «Missing» | «Missing» | «Missing» | «Missing» | «Missing» | «Missing» | «Missing» | «Missing» | «Missing» | «Missing» | «Missing» | «Missing» | «Missing» | «Missing» | «Missing» | «Missing» | «Missing» | «Missing» | «Missing» | «Missing» | «Missing» | «Missing» | «Missing» | «Missing» | «Missing» | «Missing» | «Missing» | «Missing» | «Missing» | «Missing» | «Missing» | «Missing» | «Missing» | «Missing» | Missing | Missing | Missing | Missing | Missing | Missing | Missing | Missing | Missing | Missing | Missing | Missing | Missing | Missing | Missing | Missing | Missing | Missing | Missing | Missing | Missing | Missing | Missing | Missing | Missing | Missing | Missing | Missing | Missing | Missing | Missing | Missing | Missing | Missing | Missing | Missing | Missing | Missing | Missing | Missing | Missing | Missing | Missing | Missing | Missing | Missing | Missing | Missing | Missing | Missing | Missing | Missing | Missing | Missing | Missing | Missing | Missing | Missing | Missing | Missing | Missing | Missing | Missing | Missing | Missing | Missing | Missing | Missing | Missing | Missing | Missing | Missing | Missing | Missing | Missing | Missing | Missing | Missing | Missing | Costa-Gavras | Costa-Gavras | Costa-Gavras | Costa-Gavras | Costa-Gavras | Costa-Gavras | Costa-Gavras | Costa-Gavras | Costa-Gavras | Costa-Gavras | Costa-Gavras | Costa-Gavras | Costa-Gavras | Costa-Gavras | Costa-Gavras | Costa-Gavras | Costa-Gavras | Costa-Gavras | Costa-Gavras | Costa-Gavras | Costa-Gavras | Costa-Gavras | Costa-Gavras | Costa-Gavras | Costa-Gavras | Costa-Gavras | Costa-Gavras | Costa-Gavras | Costa-Gavras | Costa-Gavras | Costa-Gavras | Costa-Gavras | Costa-Gavras | Costa-Gavras | Costa-Gavras | Costa-Gavras |

| 7. | 7. | 7. | 7. | 7. | 7. | 7. | «Egun motela» | «Egun motela» | «Egun motela» | «Egun motela» | «Egun motela» | «Egun motela» | «Egun motela» | «Egun motela» | «Egun motela» | «Egun motela» | «Egun motela» | «Egun motela» | «Egun motela» | «Egun motela» | «Egun motela» | «Egun motela» | «Egun motela» | «Egun motela» | «Egun motela» | «Egun motela» | «Egun motela» | «Egun motela» | «Egun motela» | «Egun motela» | «Egun motela» | «Egun motela» | «Egun motela» | «Egun motela» | «Egun motela» | «Egun motela» | «Egun motela» | «Egun motela» | «Egun motela» | «Egun motela» | «Egun motela» | «Egun motela» | «Egun motela» | «Egun motela» | «Egun motela» | «Egun motela» | «Egun motela» | «Egun motela» | «Egun motela» | «Egun motela» | «Egun motela» | «Egun motela» | «Egun motela» | «Egun motela» | «Egun motela» | «Egun motela» | «Egun motela» | «Egun motela» | «Egun motela» | «Egun motela» | «Egun motela» | «Egun motela» | «Egun motela» | «Egun motela» | «Egun motela» | «Egun motela» | «Egun motela» | «Egun motela» | «Egun motela» | «Egun motela» | Down by Law | Down by Law | Down by Law | Down by Law | Down by Law | Down by Law | Down by Law | Down by Law | Down by Law | Down by Law | Down by Law | Down by Law | Down by Law | Down by Law | Down by Law | Down by Law | Down by Law | Down by Law | Down by Law | Down by Law | Down by Law | Down by Law | Down by Law | Down by Law | Down by Law | Down by Law | Down by Law | Down by Law | Down by Law | Down by Law | Down by Law | Down by Law | Down by Law | Down by Law | Down by Law | Down by Law | Down by Law | Down by Law | Down by Law | Down by Law | Down by Law | Down by Law | Down by Law | Down by Law | Down by Law | Down by Law | Down by Law | Down by Law | Down by Law | Down by Law | Down by Law | Down by Law | Down by Law | Down by Law | Down by Law | Down by Law | Down by Law | Down by Law | Down by Law | Down by Law | Down by Law | Down by Law | Down by Law | Down by Law | Down by Law | Down by Law | Down by Law | Down by Law | Down by Law | Down by Law | Down by Law | Down by Law | Down by Law | Down by Law | Down by Law | Down by Law | Down by Law | Down by Law | Down by Law | Jim Jarmush | Jim Jarmush | Jim Jarmush | Jim Jarmush | Jim Jarmush | Jim Jarmush | Jim Jarmush | Jim Jarmush | Jim Jarmush | Jim Jarmush | Jim Jarmush | Jim Jarmush | Jim Jarmush | Jim Jarmush | Jim Jarmush | Jim Jarmush | Jim Jarmush | Jim Jarmush | Jim Jarmush | Jim Jarmush | Jim Jarmush | Jim Jarmush | Jim Jarmush | Jim Jarmush | Jim Jarmush | Jim Jarmush | Jim Jarmush | Jim Jarmush | Jim Jarmush | Jim Jarmush | Jim Jarmush | Jim Jarmush | Jim Jarmush | Jim Jarmush | Jim Jarmush | Jim Jarmush |

| 8. | 8. | 8. | 8. | 8. | 8. | 8. | «Piratarena» | «Piratarena» | «Piratarena» | «Piratarena» | «Piratarena» | «Piratarena» | «Piratarena» | «Piratarena» | «Piratarena» | «Piratarena» | «Piratarena» | «Piratarena» | «Piratarena» | «Piratarena» | «Piratarena» | «Piratarena» | «Piratarena» | «Piratarena» | «Piratarena» | «Piratarena» | «Piratarena» | «Piratarena» | «Piratarena» | «Piratarena» | «Piratarena» | «Piratarena» | «Piratarena» | «Piratarena» | «Piratarena» | «Piratarena» | «Piratarena» | «Piratarena» | «Piratarena» | «Piratarena» | «Piratarena» | «Piratarena» | «Piratarena» | «Piratarena» | «Piratarena» | «Piratarena» | «Piratarena» | «Piratarena» | «Piratarena» | «Piratarena» | «Piratarena» | «Piratarena» | «Piratarena» | «Piratarena» | «Piratarena» | «Piratarena» | «Piratarena» | «Piratarena» | «Piratarena» | «Piratarena» | «Piratarena» | «Piratarena» | «Piratarena» | «Piratarena» | «Piratarena» | «Piratarena» | «Piratarena» | «Piratarena» | «Piratarena» | «Piratarena» | Rebelión a bordo | Rebelión a bordo | Rebelión a bordo | Rebelión a bordo | Rebelión a bordo | Rebelión a bordo | Rebelión a bordo | Rebelión a bordo | Rebelión a bordo | Rebelión a bordo | Rebelión a bordo | Rebelión a bordo | Rebelión a bordo | Rebelión a bordo | Rebelión a bordo | Rebelión a bordo | Rebelión a bordo | Rebelión a bordo | Rebelión a bordo | Rebelión a bordo | Rebelión a bordo | Rebelión a bordo | Rebelión a bordo | Rebelión a bordo | Rebelión a bordo | Rebelión a bordo | Rebelión a bordo | Rebelión a bordo | Rebelión a bordo | Rebelión a bordo | Rebelión a bordo | Rebelión a bordo | Rebelión a bordo | Rebelión a bordo | Rebelión a bordo | Rebelión a bordo | Rebelión a bordo | Rebelión a bordo | Rebelión a bordo | Rebelión a bordo | Rebelión a bordo | Rebelión a bordo | Rebelión a bordo | Rebelión a bordo | Rebelión a bordo | Rebelión a bordo | Rebelión a bordo | Rebelión a bordo | Rebelión a bordo | Rebelión a bordo | Rebelión a bordo | Rebelión a bordo | Rebelión a bordo | Rebelión a bordo | Rebelión a bordo | Rebelión a bordo | Rebelión a bordo | Rebelión a bordo | Rebelión a bordo | Rebelión a bordo | Rebelión a bordo | Rebelión a bordo | Rebelión a bordo | Rebelión a bordo | Rebelión a bordo | Rebelión a bordo | Rebelión a bordo | Rebelión a bordo | Rebelión a bordo | Rebelión a bordo | Rebelión a bordo | Rebelión a bordo | Rebelión a bordo | Rebelión a bordo | Rebelión a bordo | Rebelión a bordo | Rebelión a bordo | Rebelión a bordo | Rebelión a bordo | Frank Lloyd | Frank Lloyd | Frank Lloyd | Frank Lloyd | Frank Lloyd | Frank Lloyd | Frank Lloyd | Frank Lloyd | Frank Lloyd | Frank Lloyd | Frank Lloyd | Frank Lloyd | Frank Lloyd | Frank Lloyd | Frank Lloyd | Frank Lloyd | Frank Lloyd | Frank Lloyd | Frank Lloyd | Frank Lloyd | Frank Lloyd | Frank Lloyd | Frank Lloyd | Frank Lloyd | Frank Lloyd | Frank Lloyd | Frank Lloyd | Frank Lloyd | Frank Lloyd | Frank Lloyd | Frank Lloyd | Frank Lloyd | Frank Lloyd | Frank Lloyd | Frank Lloyd | Frank Lloyd |

| 9. | 9. | 9. | 9. | 9. | 9. | 9. | «Nere leihotikan» | «Nere leihotikan» | «Nere leihotikan» | «Nere leihotikan» | «Nere leihotikan» | «Nere leihotikan» | «Nere leihotikan» | «Nere leihotikan» | «Nere leihotikan» | «Nere leihotikan» | «Nere leihotikan» | «Nere leihotikan» | «Nere leihotikan» | «Nere leihotikan» | «Nere leihotikan» | «Nere leihotikan» | «Nere leihotikan» | «Nere leihotikan» | «Nere leihotikan» | «Nere leihotikan» | «Nere leihotikan» | «Nere leihotikan» | «Nere leihotikan» | «Nere leihotikan» | «Nere leihotikan» | «Nere leihotikan» | «Nere leihotikan» | «Nere leihotikan» | «Nere leihotikan» | «Nere leihotikan» | «Nere leihotikan» | «Nere leihotikan» | «Nere leihotikan» | «Nere leihotikan» | «Nere leihotikan» | «Nere leihotikan» | «Nere leihotikan» | «Nere leihotikan» | «Nere leihotikan» | «Nere leihotikan» | «Nere leihotikan» | «Nere leihotikan» | «Nere leihotikan» | «Nere leihotikan» | «Nere leihotikan» | «Nere leihotikan» | «Nere leihotikan» | «Nere leihotikan» | «Nere leihotikan» | «Nere leihotikan» | «Nere leihotikan» | «Nere leihotikan» | «Nere leihotikan» | «Nere leihotikan» | «Nere leihotikan» | «Nere leihotikan» | «Nere leihotikan» | «Nere leihotikan» | «Nere leihotikan» | «Nere leihotikan» | «Nere leihotikan» | «Nere leihotikan» | «Nere leihotikan» | «Nere leihotikan» | La invasión de los ladrones de cuerpos | La invasión de los ladrones de cuerpos | La invasión de los ladrones de cuerpos | La invasión de los ladrones de cuerpos | La invasión de los ladrones de cuerpos | La invasión de los ladrones de cuerpos | La invasión de los ladrones de cuerpos | La invasión de los ladrones de cuerpos | La invasión de los ladrones de cuerpos | La invasión de los ladrones de cuerpos | La invasión de los ladrones de cuerpos | La invasión de los ladrones de cuerpos | La invasión de los ladrones de cuerpos | La invasión de los ladrones de cuerpos | La invasión de los ladrones de cuerpos | La invasión de los ladrones de cuerpos | La invasión de los ladrones de cuerpos | La invasión de los ladrones de cuerpos | La invasión de los ladrones de cuerpos | La invasión de los ladrones de cuerpos | La invasión de los ladrones de cuerpos | La invasión de los ladrones de cuerpos | La invasión de los ladrones de cuerpos | La invasión de los ladrones de cuerpos | La invasión de los ladrones de cuerpos | La invasión de los ladrones de cuerpos | La invasión de los ladrones de cuerpos | La invasión de los ladrones de cuerpos | La invasión de los ladrones de cuerpos | La invasión de los ladrones de cuerpos | La invasión de los ladrones de cuerpos | La invasión de los ladrones de cuerpos | La invasión de los ladrones de cuerpos | La invasión de los ladrones de cuerpos | La invasión de los ladrones de cuerpos | La invasión de los ladrones de cuerpos | La invasión de los ladrones de cuerpos | La invasión de los ladrones de cuerpos | La invasión de los ladrones de cuerpos | La invasión de los ladrones de cuerpos | La invasión de los ladrones de cuerpos | La invasión de los ladrones de cuerpos | La invasión de los ladrones de cuerpos | La invasión de los ladrones de cuerpos | La invasión de los ladrones de cuerpos | La invasión de los ladrones de cuerpos | La invasión de los ladrones de cuerpos | La invasión de los ladrones de cuerpos | La invasión de los ladrones de cuerpos | La invasión de los ladrones de cuerpos | La invasión de los ladrones de cuerpos | La invasión de los ladrones de cuerpos | La invasión de los ladrones de cuerpos | La invasión de los ladrones de cuerpos | La invasión de los ladrones de cuerpos | La invasión de los ladrones de cuerpos | La invasión de los ladrones de cuerpos | La invasión de los ladrones de cuerpos | La invasión de los ladrones de cuerpos | La invasión de los ladrones de cuerpos | La invasión de los ladrones de cuerpos | La invasión de los ladrones de cuerpos | La invasión de los ladrones de cuerpos | La invasión de los ladrones de cuerpos | La invasión de los ladrones de cuerpos | La invasión de los ladrones de cuerpos | La invasión de los ladrones de cuerpos | La invasión de los ladrones de cuerpos | La invasión de los ladrones de cuerpos | La invasión de los ladrones de cuerpos | La invasión de los ladrones de cuerpos | La invasión de los ladrones de cuerpos | La invasión de los ladrones de cuerpos | La invasión de los ladrones de cuerpos | La invasión de los ladrones de cuerpos | La invasión de los ladrones de cuerpos | La invasión de los ladrones de cuerpos | La invasión de los ladrones de cuerpos | La invasión de los ladrones de cuerpos | Don Siegel | Don Siegel | Don Siegel | Don Siegel | Don Siegel | Don Siegel | Don Siegel | Don Siegel | Don Siegel | Don Siegel | Don Siegel | Don Siegel | Don Siegel | Don Siegel | Don Siegel | Don Siegel | Don Siegel | Don Siegel | Don Siegel | Don Siegel | Don Siegel | Don Siegel | Don Siegel | Don Siegel | Don Siegel | Don Siegel | Don Siegel | Don Siegel | Don Siegel | Don Siegel | Don Siegel | Don Siegel | Don Siegel | Don Siegel | Don Siegel | Don Siegel |

| 10. | 10. | 10. | 10. | 10. | 10. | 10. | «Chinatown» | «Chinatown» | «Chinatown» | «Chinatown» | «Chinatown» | «Chinatown» | «Chinatown» | «Chinatown» | «Chinatown» | «Chinatown» | «Chinatown» | «Chinatown» | «Chinatown» | «Chinatown» | «Chinatown» | «Chinatown» | «Chinatown» | «Chinatown» | «Chinatown» | «Chinatown» | «Chinatown» | «Chinatown» | «Chinatown» | «Chinatown» | «Chinatown» | «Chinatown» | «Chinatown» | «Chinatown» | «Chinatown» | «Chinatown» | «Chinatown» | «Chinatown» | «Chinatown» | «Chinatown» | «Chinatown» | «Chinatown» | «Chinatown» | «Chinatown» | «Chinatown» | «Chinatown» | «Chinatown» | «Chinatown» | «Chinatown» | «Chinatown» | «Chinatown» | «Chinatown» | «Chinatown» | «Chinatown» | «Chinatown» | «Chinatown» | «Chinatown» | «Chinatown» | «Chinatown» | «Chinatown» | «Chinatown» | «Chinatown» | «Chinatown» | «Chinatown» | «Chinatown» | «Chinatown» | «Chinatown» | «Chinatown» | «Chinatown» | «Chinatown» | Chinatown | Chinatown | Chinatown | Chinatown | Chinatown | Chinatown | Chinatown | Chinatown | Chinatown | Chinatown | Chinatown | Chinatown | Chinatown | Chinatown | Chinatown | Chinatown | Chinatown | Chinatown | Chinatown | Chinatown | Chinatown | Chinatown | Chinatown | Chinatown | Chinatown | Chinatown | Chinatown | Chinatown | Chinatown | Chinatown | Chinatown | Chinatown | Chinatown | Chinatown | Chinatown | Chinatown | Chinatown | Chinatown | Chinatown | Chinatown | Chinatown | Chinatown | Chinatown | Chinatown | Chinatown | Chinatown | Chinatown | Chinatown | Chinatown | Chinatown | Chinatown | Chinatown | Chinatown | Chinatown | Chinatown | Chinatown | Chinatown | Chinatown | Chinatown | Chinatown | Chinatown | Chinatown | Chinatown | Chinatown | Chinatown | Chinatown | Chinatown | Chinatown | Chinatown | Chinatown | Chinatown | Chinatown | Chinatown | Chinatown | Chinatown | Chinatown | Chinatown | Chinatown | Chinatown | Roman Polanski | Roman Polanski | Roman Polanski | Roman Polanski | Roman Polanski | Roman Polanski | Roman Polanski | Roman Polanski | Roman Polanski | Roman Polanski | Roman Polanski | Roman Polanski | Roman Polanski | Roman Polanski | Roman Polanski | Roman Polanski | Roman Polanski | Roman Polanski | Roman Polanski | Roman Polanski | Roman Polanski | Roman Polanski | Roman Polanski | Roman Polanski | Roman Polanski | Roman Polanski | Roman Polanski | Roman Polanski | Roman Polanski | Roman Polanski | Roman Polanski | Roman Polanski | Roman Polanski | Roman Polanski | Roman Polanski | Roman Polanski |

| 11. | 11. | 11. | 11. | 11. | 11. | «Afrikan blues» | «Afrikan blues» | «Afrikan blues» | «Afrikan blues» | «Afrikan blues» | «Afrikan blues» | «Afrikan blues» | «Afrikan blues» | «Afrikan blues» | «Afrikan blues» | «Afrikan blues» | «Afrikan blues» | «Afrikan blues» | «Afrikan blues» | «Afrikan blues» | «Afrikan blues» | «Afrikan blues» | «Afrikan blues» | «Afrikan blues» | «Afrikan blues» | «Afrikan blues» | «Afrikan blues» | «Afrikan blues» | «Afrikan blues» | «Afrikan blues» | «Afrikan blues» | «Afrikan blues» | «Afrikan blues» | «Afrikan blues» | «Afrikan blues» | «Afrikan blues» | «Afrikan blues» | «Afrikan blues» | «Afrikan blues» | «Afrikan blues» | «Afrikan blues» | «Afrikan blues» | «Afrikan blues» | «Afrikan blues» | «Afrikan blues» | «Afrikan blues» | «Afrikan blues» | «Afrikan blues» | «Afrikan blues» | «Afrikan blues» | «Afrikan blues» | «Afrikan blues» | «Afrikan blues» | «Afrikan blues» | «Afrikan blues» | «Afrikan blues» | «Afrikan blues» | «Afrikan blues» | «Afrikan blues» | «Afrikan blues» | «Afrikan blues» | «Afrikan blues» | «Afrikan blues» | «Afrikan blues» | «Afrikan blues» | «Afrikan blues» | «Afrikan blues» | «Afrikan blues» | «Afrikan blues» | Cielo sobre Berlín | Cielo sobre Berlín | Cielo sobre Berlín | Cielo sobre Berlín | Cielo sobre Berlín | Cielo sobre Berlín | Cielo sobre Berlín | Cielo sobre Berlín | Cielo sobre Berlín | Cielo sobre Berlín | Cielo sobre Berlín | Cielo sobre Berlín | Cielo sobre Berlín | Cielo sobre Berlín | Cielo sobre Berlín | Cielo sobre Berlín | Cielo sobre Berlín | Cielo sobre Berlín | Cielo sobre Berlín | Cielo sobre Berlín | Cielo sobre Berlín | Cielo sobre Berlín | Cielo sobre Berlín | Cielo sobre Berlín | Cielo sobre Berlín | Cielo sobre Berlín | Cielo sobre Berlín | Cielo sobre Berlín | Cielo sobre Berlín | Cielo sobre Berlín | Cielo sobre Berlín | Cielo sobre Berlín | Cielo sobre Berlín | Cielo sobre Berlín | Cielo sobre Berlín | Cielo sobre Berlín | Cielo sobre Berlín | Cielo sobre Berlín | Cielo sobre Berlín | Cielo sobre Berlín | Cielo sobre Berlín | Cielo sobre Berlín | Cielo sobre Berlín | Cielo sobre Berlín | Cielo sobre Berlín | Cielo sobre Berlín | Cielo sobre Berlín | Cielo sobre Berlín | Cielo sobre Berlín | Cielo sobre Berlín | Cielo sobre Berlín | Cielo sobre Berlín | Cielo sobre Berlín | Cielo sobre Berlín | Cielo sobre Berlín | Cielo sobre Berlín | Cielo sobre Berlín | Cielo sobre Berlín | Cielo sobre Berlín | Cielo sobre Berlín | Cielo sobre Berlín | Cielo sobre Berlín | Cielo sobre Berlín | Cielo sobre Berlín | Cielo sobre Berlín | Cielo sobre Berlín | Cielo sobre Berlín | Cielo sobre Berlín | Cielo sobre Berlín | Cielo sobre Berlín | Cielo sobre Berlín | Cielo sobre Berlín | Cielo sobre Berlín | Cielo sobre Berlín | Cielo sobre Berlín | Cielo sobre Berlín | Cielo sobre Berlín | Cielo sobre Berlín | Cielo sobre Berlín | Win Wenders | Win Wenders | Win Wenders | Win Wenders | Win Wenders | Win Wenders | Win Wenders | Win Wenders | Win Wenders | Win Wenders | Win Wenders | Win Wenders | Win Wenders | Win Wenders | Win Wenders | Win Wenders | Win Wenders | Win Wenders | Win Wenders | Win Wenders | Win Wenders | Win Wenders | Win Wenders | Win Wenders | Win Wenders | Win Wenders | Win Wenders | Win Wenders | Win Wenders | Win Wenders | Win Wenders | Win Wenders | Win Wenders | Win Wenders | Win Wenders | Win Wenders |

| 12. | 12. | 12. | 12. | 12. | 12. | «Cumbia sol minor-en» | «Cumbia sol minor-en» | «Cumbia sol minor-en» | «Cumbia sol minor-en» | «Cumbia sol minor-en» | «Cumbia sol minor-en» | «Cumbia sol minor-en» | «Cumbia sol minor-en» | «Cumbia sol minor-en» | «Cumbia sol minor-en» | «Cumbia sol minor-en» | «Cumbia sol minor-en» | «Cumbia sol minor-en» | «Cumbia sol minor-en» | «Cumbia sol minor-en» | «Cumbia sol minor-en» | «Cumbia sol minor-en» | «Cumbia sol minor-en» | «Cumbia sol minor-en» | «Cumbia sol minor-en» | «Cumbia sol minor-en» | «Cumbia sol minor-en» | «Cumbia sol minor-en» | «Cumbia sol minor-en» | «Cumbia sol minor-en» | «Cumbia sol minor-en» | «Cumbia sol minor-en» | «Cumbia sol minor-en» | «Cumbia sol minor-en» | «Cumbia sol minor-en» | «Cumbia sol minor-en» | «Cumbia sol minor-en» | «Cumbia sol minor-en» | «Cumbia sol minor-en» | «Cumbia sol minor-en» | «Cumbia sol minor-en» | «Cumbia sol minor-en» | «Cumbia sol minor-en» | «Cumbia sol minor-en» | «Cumbia sol minor-en» | «Cumbia sol minor-en» | «Cumbia sol minor-en» | «Cumbia sol minor-en» | «Cumbia sol minor-en» | «Cumbia sol minor-en» | «Cumbia sol minor-en» | «Cumbia sol minor-en» | «Cumbia sol minor-en» | «Cumbia sol minor-en» | «Cumbia sol minor-en» | «Cumbia sol minor-en» | «Cumbia sol minor-en» | «Cumbia sol minor-en» | «Cumbia sol minor-en» | «Cumbia sol minor-en» | «Cumbia sol minor-en» | «Cumbia sol minor-en» | «Cumbia sol minor-en» | «Cumbia sol minor-en» | «Cumbia sol minor-en» | «Cumbia sol minor-en» | «Cumbia sol minor-en» | «Cumbia sol minor-en» | «Cumbia sol minor-en» | Los olvidados | Los olvidados | Los olvidados | Los olvidados | Los olvidados | Los olvidados | Los olvidados | Los olvidados | Los olvidados | Los olvidados | Los olvidados | Los olvidados | Los olvidados | Los olvidados | Los olvidados | Los olvidados | Los olvidados | Los olvidados | Los olvidados | Los olvidados | Los olvidados | Los olvidados | Los olvidados | Los olvidados | Los olvidados | Los olvidados | Los olvidados | Los olvidados | Los olvidados | Los olvidados | Los olvidados | Los olvidados | Los olvidados | Los olvidados | Los olvidados | Los olvidados | Los olvidados | Los olvidados | Los olvidados | Los olvidados | Los olvidados | Los olvidados | Los olvidados | Los olvidados | Los olvidados | Los olvidados | Los olvidados | Los olvidados | Los olvidados | Los olvidados | Los olvidados | Los olvidados | Los olvidados | Los olvidados | Los olvidados | Los olvidados | Los olvidados | Los olvidados | Los olvidados | Los olvidados | Los olvidados | Los olvidados | Los olvidados | Los olvidados | Los olvidados | Los olvidados | Los olvidados | Los olvidados | Los olvidados | Los olvidados | Los olvidados | Los olvidados | Los olvidados | Los olvidados | Los olvidados | Los olvidados | Los olvidados | Los olvidados | Los olvidados | Luis Buñuel | Luis Buñuel | Luis Buñuel | Luis Buñuel | Luis Buñuel | Luis Buñuel | Luis Buñuel | Luis Buñuel | Luis Buñuel | Luis Buñuel | Luis Buñuel | Luis Buñuel | Luis Buñuel | Luis Buñuel | Luis Buñuel | Luis Buñuel | Luis Buñuel | Luis Buñuel | Luis Buñuel | Luis Buñuel | Luis Buñuel | Luis Buñuel | Luis Buñuel | Luis Buñuel | Luis Buñuel | Luis Buñuel | Luis Buñuel | Luis Buñuel | Luis Buñuel | Luis Buñuel | Luis Buñuel | Luis Buñuel | Luis Buñuel | Luis Buñuel | Luis Buñuel | Luis Buñuel |

| 13. | 13. | 13. | 13. | 13. | 13. | «Dantzan egin lasai, Norman» | «Dantzan egin lasai, Norman» | «Dantzan egin lasai, Norman» | «Dantzan egin lasai, Norman» | «Dantzan egin lasai, Norman» | «Dantzan egin lasai, Norman» | «Dantzan egin lasai, Norman» | «Dantzan egin lasai, Norman» | «Dantzan egin lasai, Norman» | «Dantzan egin lasai, Norman» | «Dantzan egin lasai, Norman» | «Dantzan egin lasai, Norman» | «Dantzan egin lasai, Norman» | «Dantzan egin lasai, Norman» | «Dantzan egin lasai, Norman» | «Dantzan egin lasai, Norman» | «Dantzan egin lasai, Norman» | «Dantzan egin lasai, Norman» | «Dantzan egin lasai, Norman» | «Dantzan egin lasai, Norman» | «Dantzan egin lasai, Norman» | «Dantzan egin lasai, Norman» | «Dantzan egin lasai, Norman» | «Dantzan egin lasai, Norman» | «Dantzan egin lasai, Norman» | «Dantzan egin lasai, Norman» | «Dantzan egin lasai, Norman» | «Dantzan egin lasai, Norman» | «Dantzan egin lasai, Norman» | «Dantzan egin lasai, Norman» | «Dantzan egin lasai, Norman» | «Dantzan egin lasai, Norman» | «Dantzan egin lasai, Norman» | «Dantzan egin lasai, Norman» | «Dantzan egin lasai, Norman» | «Dantzan egin lasai, Norman» | «Dantzan egin lasai, Norman» | «Dantzan egin lasai, Norman» | «Dantzan egin lasai, Norman» | «Dantzan egin lasai, Norman» | «Dantzan egin lasai, Norman» | «Dantzan egin lasai, Norman» | «Dantzan egin lasai, Norman» | «Dantzan egin lasai, Norman» | «Dantzan egin lasai, Norman» | «Dantzan egin lasai, Norman» | «Dantzan egin lasai, Norman» | «Dantzan egin lasai, Norman» | «Dantzan egin lasai, Norman» | «Dantzan egin lasai, Norman» | Psicosis | Psicosis | Psicosis | Psicosis | Psicosis | Psicosis | Psicosis | Psicosis | Psicosis | Psicosis | Psicosis | Psicosis | Psicosis | Psicosis | Psicosis | Psicosis | Psicosis | Psicosis | Psicosis | Psicosis | Psicosis | Psicosis | Psicosis | Psicosis | Psicosis | Psicosis | Psicosis | Psicosis | Psicosis | Psicosis | Psicosis | Psicosis | Psicosis | Psicosis | Psicosis | Psicosis | Psicosis | Psicosis | Psicosis | Psicosis | Psicosis | Psicosis | Psicosis | Psicosis | Psicosis | Psicosis | Psicosis | Psicosis | Psicosis | Psicosis | Psicosis | Psicosis | Psicosis | Psicosis | Psicosis | Psicosis | Psicosis | Psicosis | Psicosis | Psicosis | Psicosis | Psicosis | Psicosis | Psicosis | Psicosis | Psicosis | Psicosis | Psicosis | Psicosis | Psicosis | Psicosis | Psicosis | Psicosis | Psicosis | Psicosis | Psicosis | Psicosis | Psicosis | Psicosis | Alfred Hitchcock | Alfred Hitchcock | Alfred Hitchcock | Alfred Hitchcock | Alfred Hitchcock | Alfred Hitchcock | Alfred Hitchcock | Alfred Hitchcock | Alfred Hitchcock | Alfred Hitchcock | Alfred Hitchcock | Alfred Hitchcock | Alfred Hitchcock | Alfred Hitchcock | Alfred Hitchcock | Alfred Hitchcock | Alfred Hitchcock | Alfred Hitchcock | Alfred Hitchcock | Alfred Hitchcock | Alfred Hitchcock | Alfred Hitchcock | Alfred Hitchcock | Alfred Hitchcock | Alfred Hitchcock | Alfred Hitchcock | Alfred Hitchcock | Alfred Hitchcock | Alfred Hitchcock | Alfred Hitchcock | Alfred Hitchcock | Alfred Hitchcock | Alfred Hitchcock | Alfred Hitchcock | Alfred Hitchcock | Alfred Hitchcock |

| 14. | 14. | 14. | 14. | 14. | 14. | «Loa, loa, garia» | «Loa, loa, garia» | «Loa, loa, garia» | «Loa, loa, garia» | «Loa, loa, garia» | «Loa, loa, garia» | «Loa, loa, garia» | «Loa, loa, garia» | «Loa, loa, garia» | «Loa, loa, garia» | «Loa, loa, garia» | «Loa, loa, garia» | «Loa, loa, garia» | «Loa, loa, garia» | «Loa, loa, garia» | «Loa, loa, garia» | «Loa, loa, garia» | «Loa, loa, garia» | «Loa, loa, garia» | «Loa, loa, garia» | «Loa, loa, garia» | «Loa, loa, garia» | «Loa, loa, garia» | «Loa, loa, garia» | «Loa, loa, garia» | «Loa, loa, garia» | «Loa, loa, garia» | «Loa, loa, garia» | «Loa, loa, garia» | «Loa, loa, garia» | «Loa, loa, garia» | «Loa, loa, garia» | «Loa, loa, garia» | «Loa, loa, garia» | «Loa, loa, garia» | «Loa, loa, garia» | «Loa, loa, garia» | «Loa, loa, garia» | «Loa, loa, garia» | «Loa, loa, garia» | «Loa, loa, garia» | «Loa, loa, garia» | «Loa, loa, garia» | «Loa, loa, garia» | «Loa, loa, garia» | «Loa, loa, garia» | «Loa, loa, garia» | «Loa, loa, garia» | «Loa, loa, garia» | «Loa, loa, garia» | «Loa, loa, garia» | «Loa, loa, garia» | «Loa, loa, garia» | «Loa, loa, garia» | «Loa, loa, garia» | «Loa, loa, garia» | «Loa, loa, garia» | «Loa, loa, garia» | «Loa, loa, garia» | «Loa, loa, garia» | «Loa, loa, garia» | «Loa, loa, garia» | «Loa, loa, garia» | «Loa, loa, garia» | La noche del cazador | La noche del cazador | La noche del cazador | La noche del cazador | La noche del cazador | La noche del cazador | La noche del cazador | La noche del cazador | La noche del cazador | La noche del cazador | La noche del cazador | La noche del cazador | La noche del cazador | La noche del cazador | La noche del cazador | La noche del cazador | La noche del cazador | La noche del cazador | La noche del cazador | La noche del cazador | La noche del cazador | La noche del cazador | La noche del cazador | La noche del cazador | La noche del cazador | La noche del cazador | La noche del cazador | La noche del cazador | La noche del cazador | La noche del cazador | La noche del cazador | La noche del cazador | La noche del cazador | La noche del cazador | La noche del cazador | La noche del cazador | La noche del cazador | La noche del cazador | La noche del cazador | La noche del cazador | La noche del cazador | La noche del cazador | La noche del cazador | La noche del cazador | La noche del cazador | La noche del cazador | La noche del cazador | La noche del cazador | La noche del cazador | La noche del cazador | La noche del cazador | La noche del cazador | La noche del cazador | La noche del cazador | La noche del cazador | La noche del cazador | La noche del cazador | La noche del cazador | La noche del cazador | La noche del cazador | La noche del cazador | La noche del cazador | La noche del cazador | La noche del cazador | La noche del cazador | La noche del cazador | La noche del cazador | La noche del cazador | La noche del cazador | La noche del cazador | La noche del cazador | La noche del cazador | La noche del cazador | La noche del cazador | La noche del cazador | La noche del cazador | La noche del cazador | La noche del cazador | La noche del cazador | Charles Laughton | Charles Laughton | Charles Laughton | Charles Laughton | Charles Laughton | Charles Laughton | Charles Laughton | Charles Laughton | Charles Laughton | Charles Laughton | Charles Laughton | Charles Laughton | Charles Laughton | Charles Laughton | Charles Laughton | Charles Laughton | Charles Laughton | Charles Laughton | Charles Laughton | Charles Laughton | Charles Laughton | Charles Laughton | Charles Laughton | Charles Laughton | Charles Laughton | Charles Laughton | Charles Laughton | Charles Laughton | Charles Laughton | Charles Laughton | Charles Laughton | Charles Laughton | Charles Laughton | Charles Laughton | Charles Laughton | Charles Laughton |

## Personal
- Iñigo Ripiau: bajo y voz.
- Jabier Ripiau: acordeón y coros.
- Sergio Ripiau: güiro, bombo y coros.
- Asier Ituarte: trombón.

### Músicos adicionales
- Amparo: voz en «Habana abenduak» y «Afrikan blues».
- Spook & The Guay: colaboración en «Kaiser Sose», «Esaidazue» y «Egun motela».
- Sorkun: voz en «Missing» y «Kabilia hautsia da coraçao».
- Andoni Basterretxea (de Delirium Tremens): voz en «Dantza egin lasai, Norman».
- Mikel BAP!!: batería en «Missing».
- Garazi Muguruza: coros en «Loa, loa, garia».
- Milagros Gorostiza: acordeón en «Loa, loa, garia».

## Personal técnico
- Iñigo Muguruza: producción.
- Kaki Arkarazo: técnico de sonido y producción.
- Joseba Dut: diseño y maquetación